# Samson (géant de Tamsweg)
Pour les articles homonymes, voir Samson (homonymie).
Le Samson de Tamsweg mesure 6,2 m et pèse 105 kg. Il est porté par un seul homme.
Le Samson de Tamsweg et ses deux nains à Gosses têtes qui l'accompagnent sont parmi les derniers survivants d'une longue tradition de géants processionnels en Autriche. Il est attesté depuis 1635 mais l'église interdit leurs sorties dans des processions religieuses au XVIIIe siècle. C'est pourquoi le cortège de Samson a lieu la veille de la Fête-Dieu.
La confrérie du Saint-Sacrement et de Saint Léonard, de l'église St Léonard de Tamsweg, organisait chaque année, le lundi de la fête de la confrérie (deuxième lundi après la Fête-Dieu), une procession grandiose, richement pourvue de mannequins à l'instigation des Pères Capucins. Des chars triomphaux, des groupes costumés à pied, et, au vingtième rang, après une délégation de gardes, vient le «Sämsam» . De telles processions comportant des mannequins, toujours organisées par les membres de la confrérie sous la direction d'un capucin, sont souvent attestées par des documents indiquant l'ordre des processions entre 1690 et 1720.
Le commissaire-archidiacre Vital Senninger, curé de Tamsweg de 1761 à 1769, prit ombrage de cette interminable procession théâtrale et supprima les groupes à pied et les figures de l'Ancien Testament, de Moïse et d'Aaron, Abraham et Isaac, Goliath et Judith… En 1786, dans le cadre des réformes de Joseph II, toutes ces figures sont écartées des processions. À ce que dit un autre chroniqueur du Lungau, les mannequins ont été reconstruits et réintroduits dans les processions en 1798. Malgré l'interdiction réitérée par le gouvernement en 1803, la coutume du géant processionnel, bien que devenue entretemps distincte des processions religieuses, est restée en usage jusqu'à nos jours.

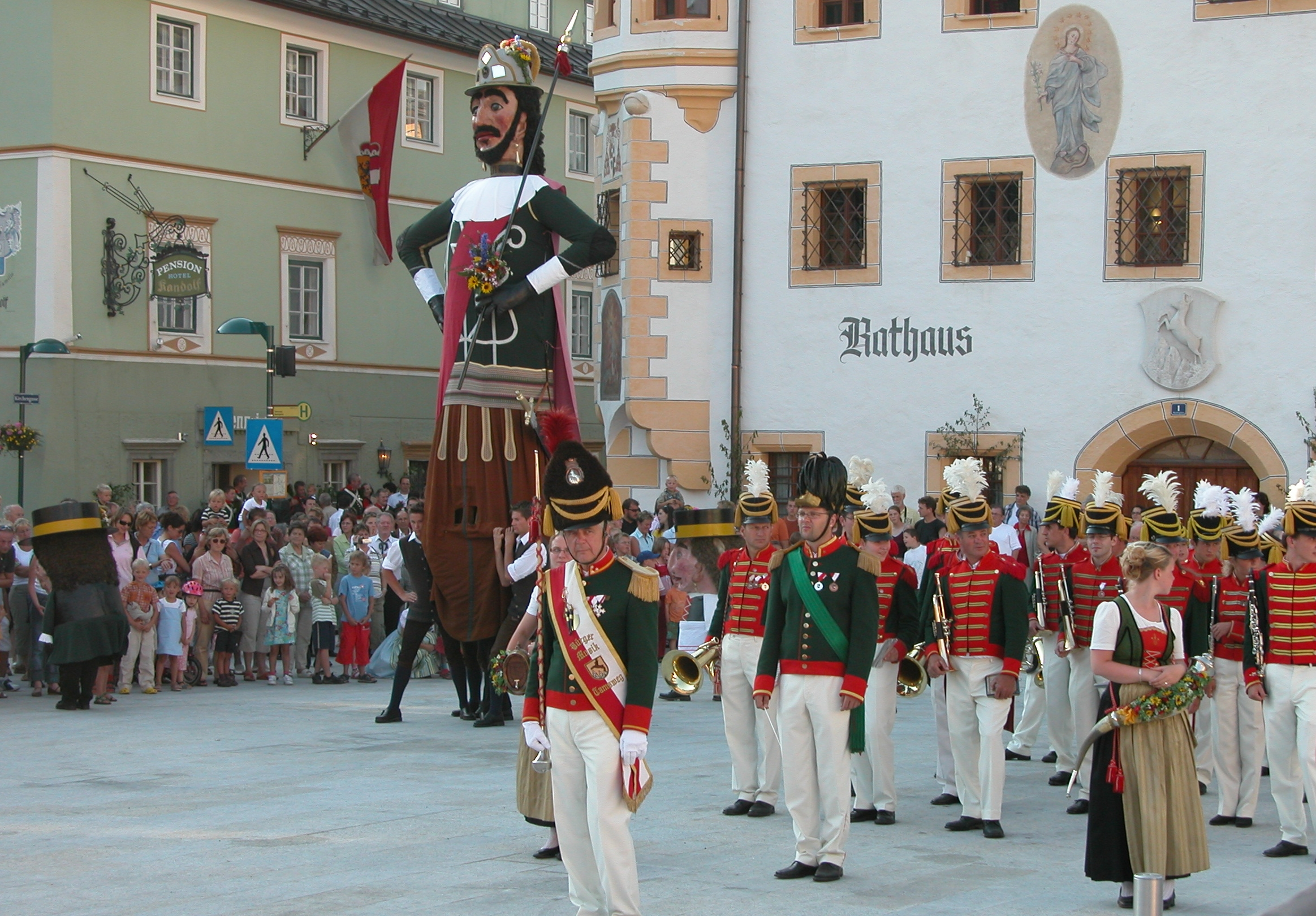
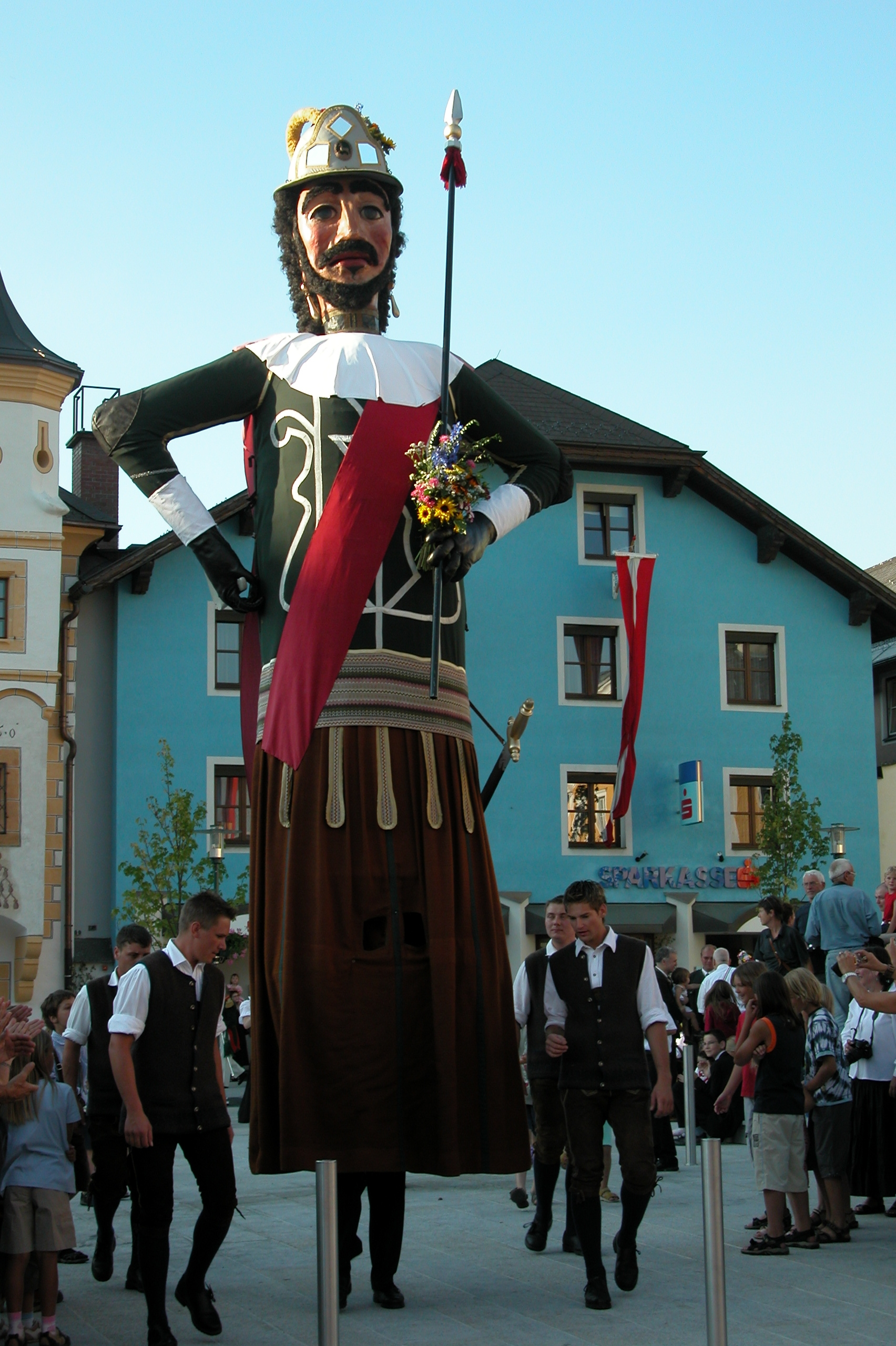
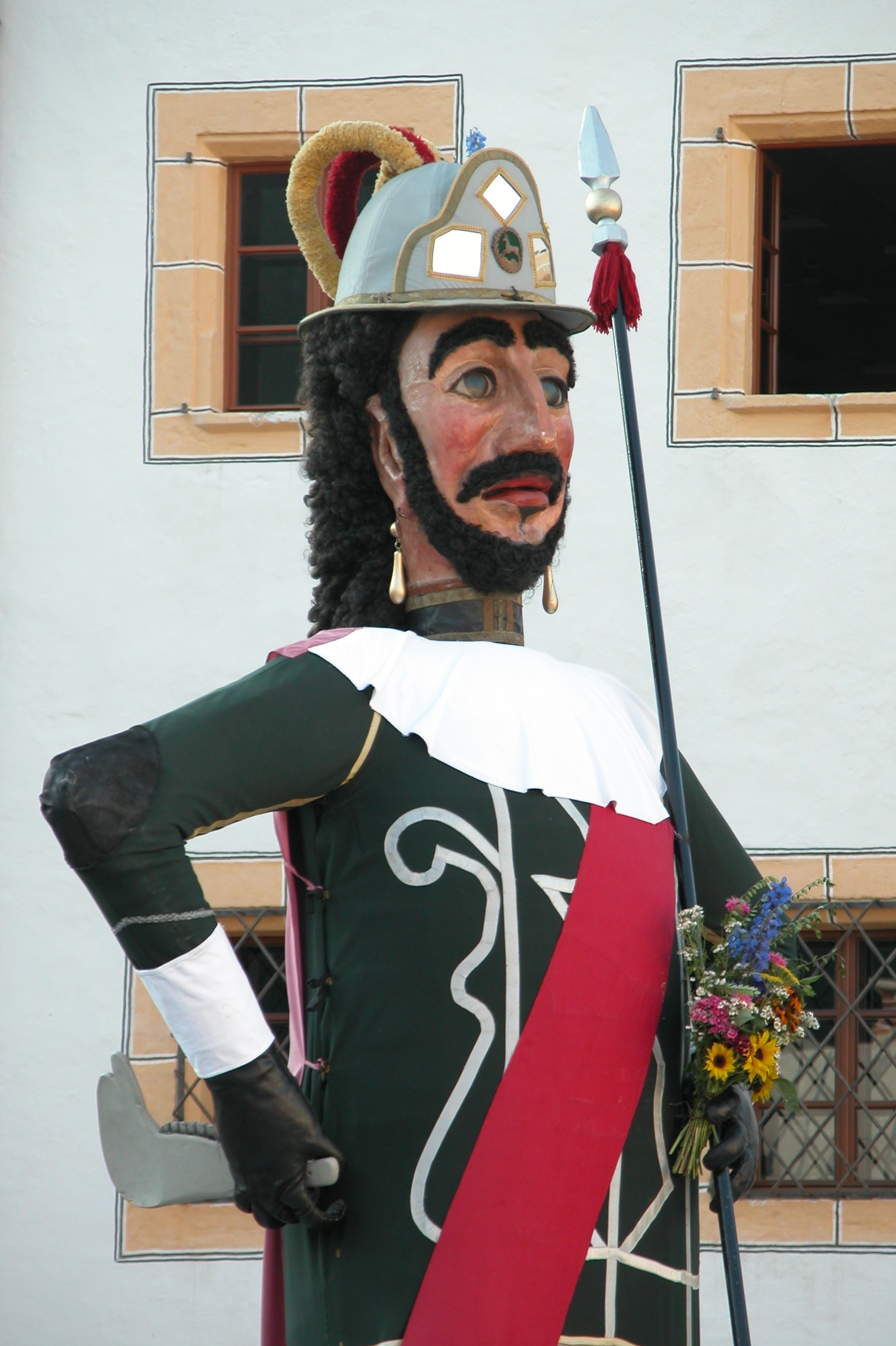
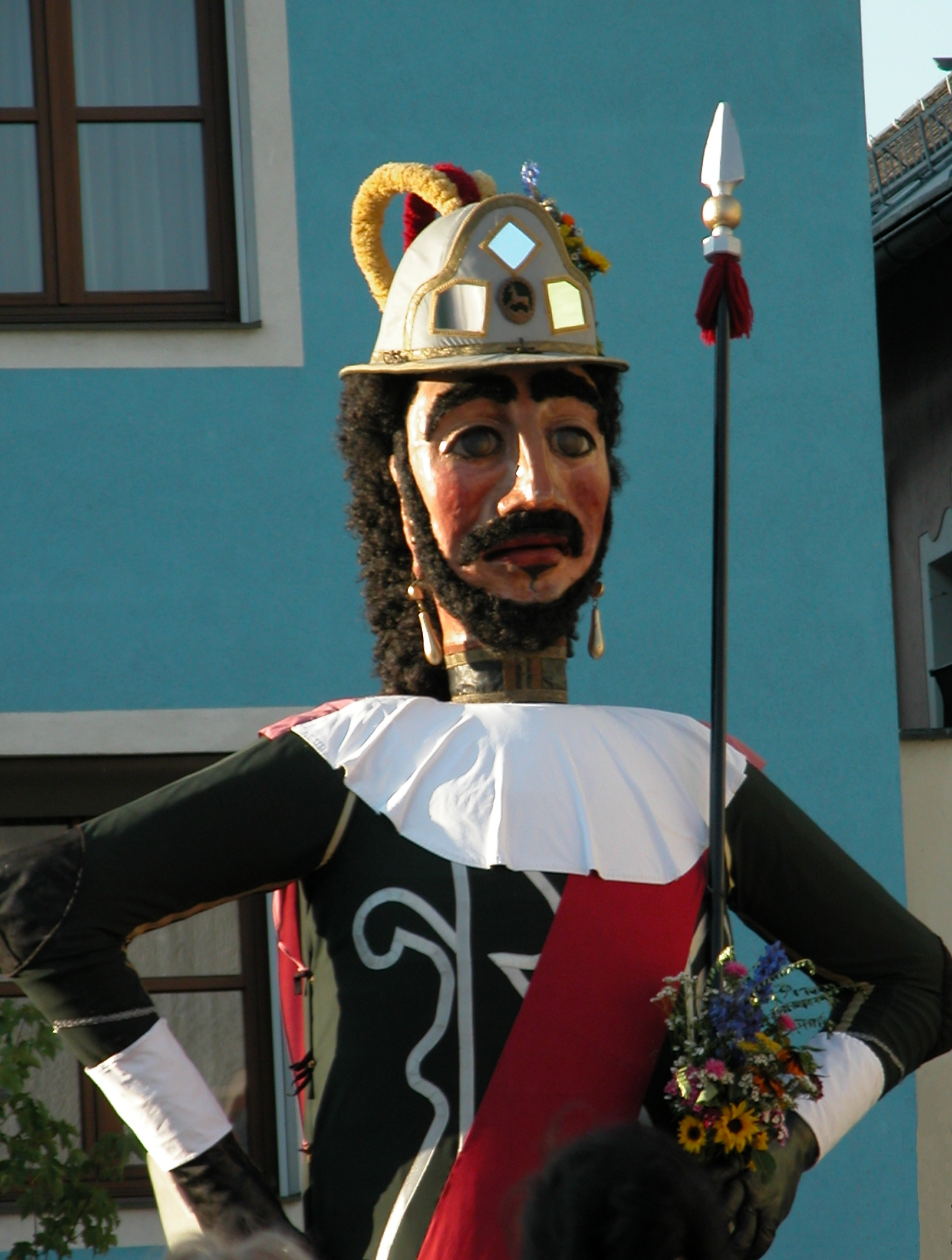
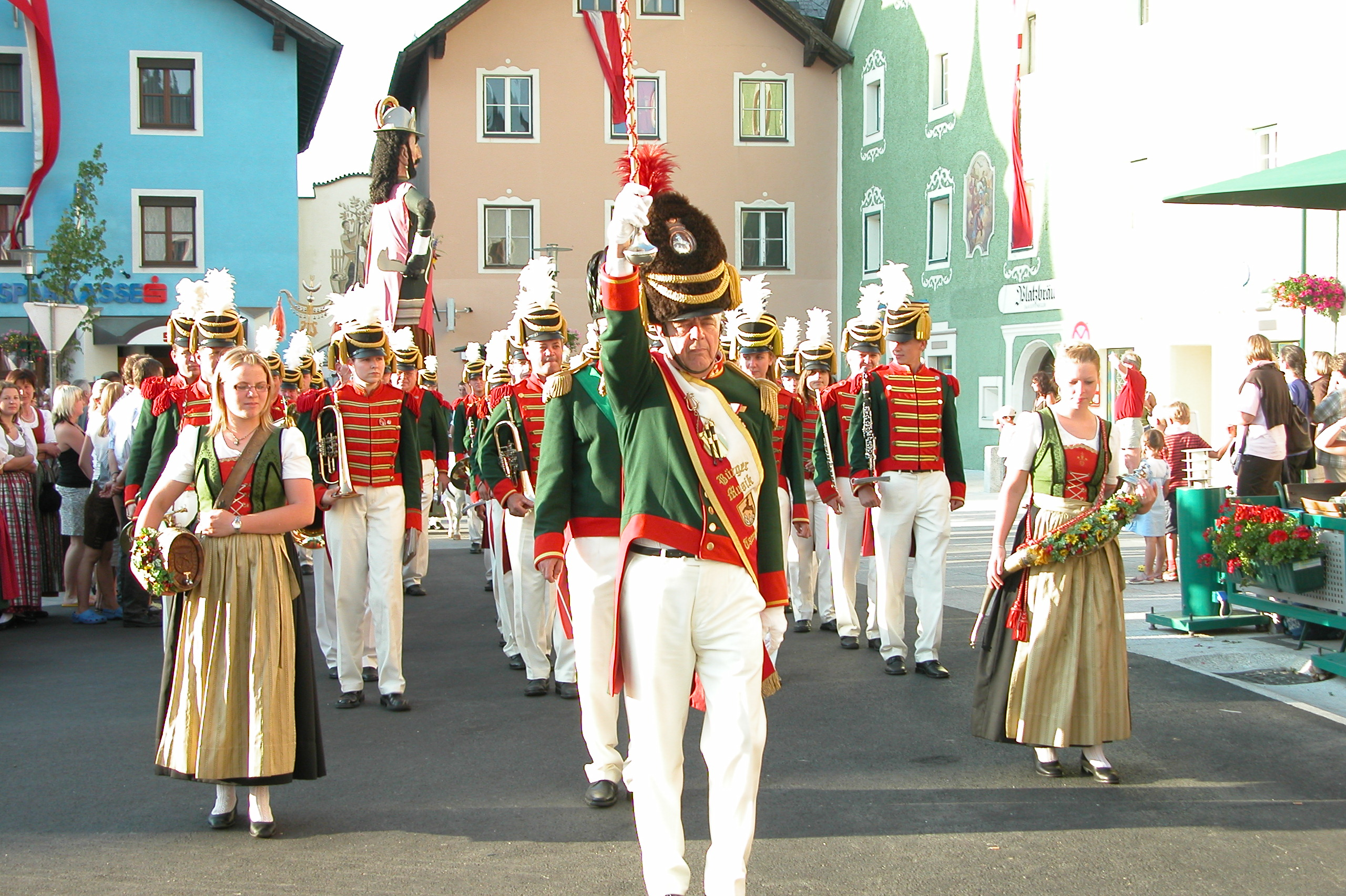
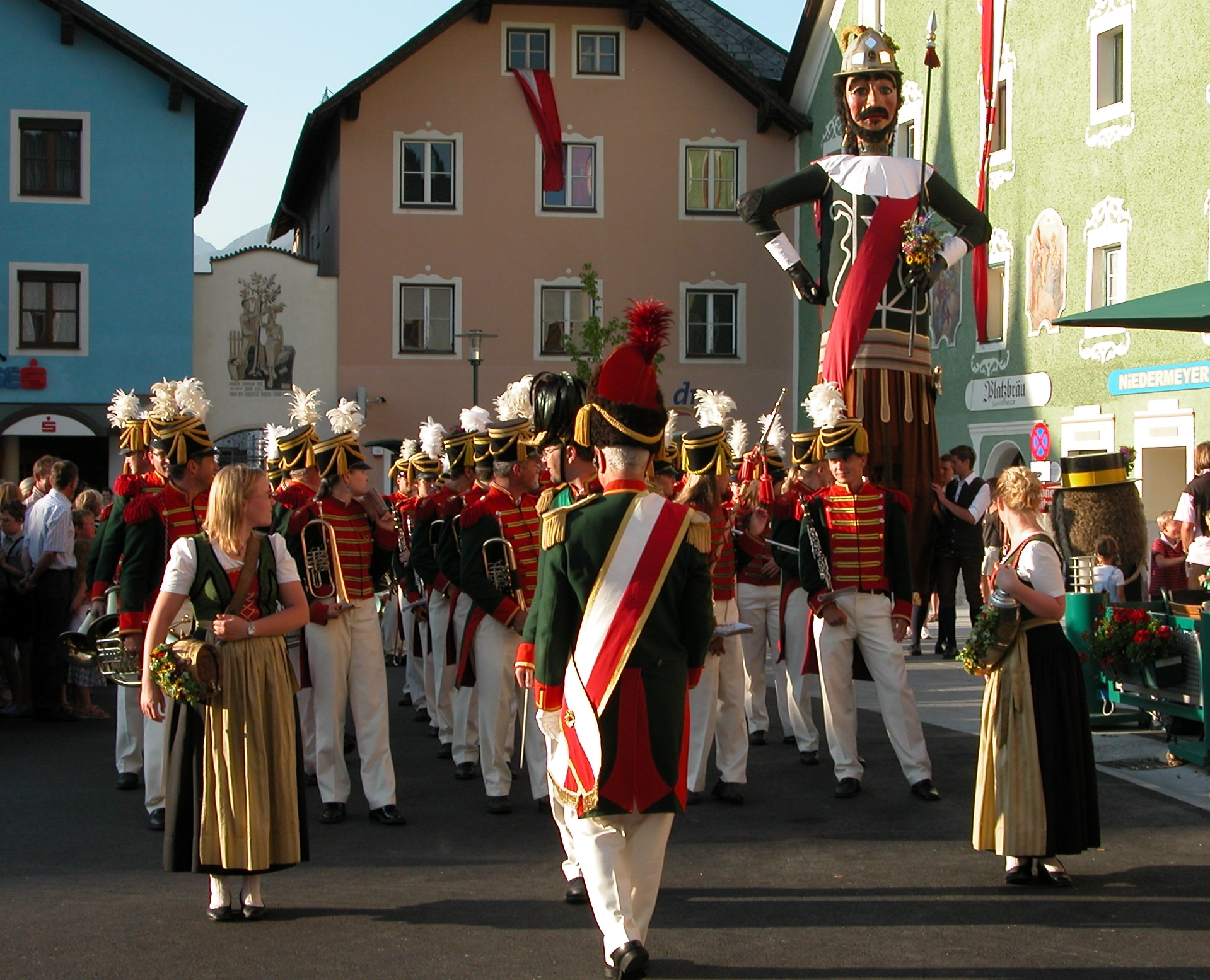
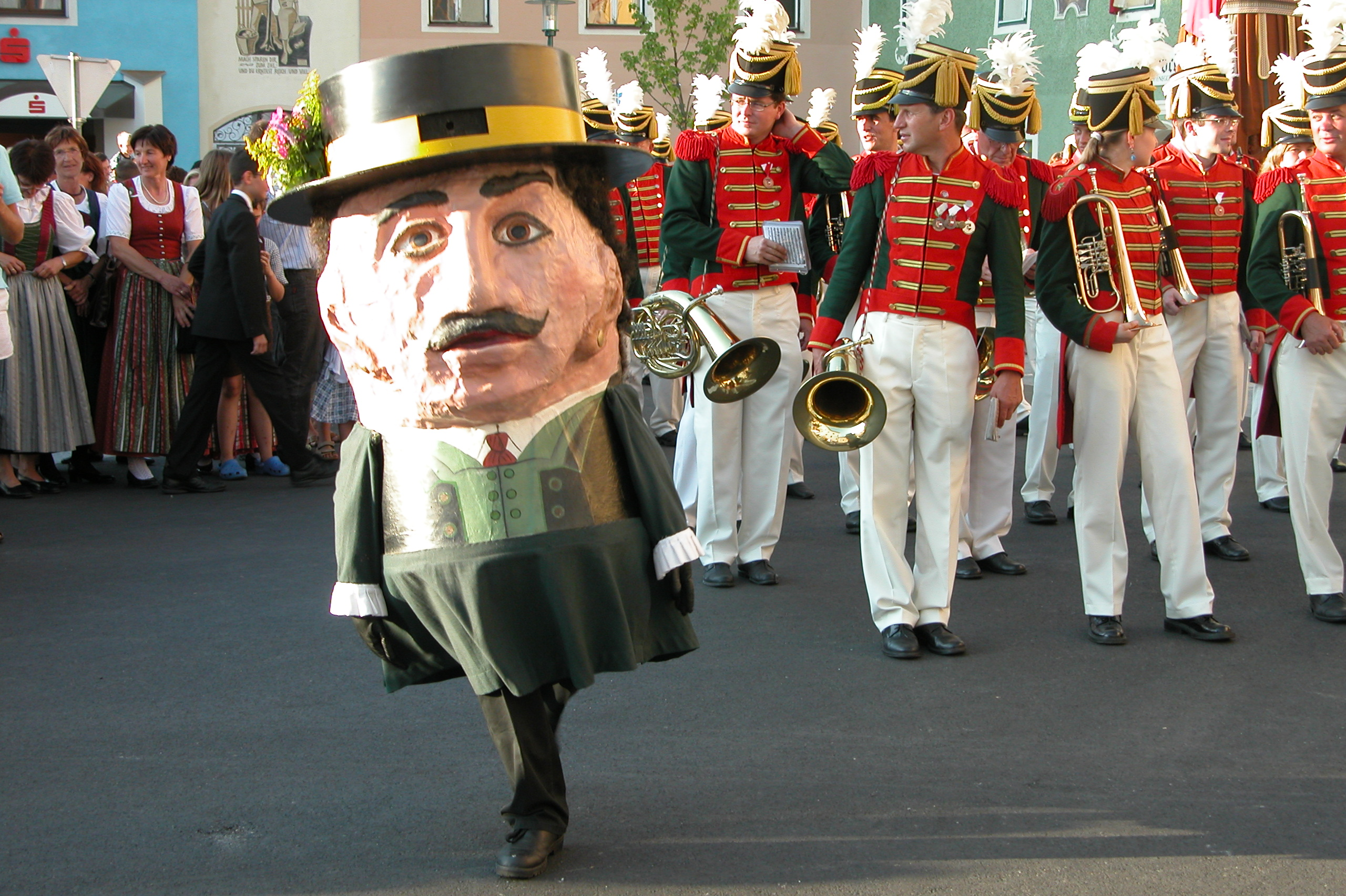
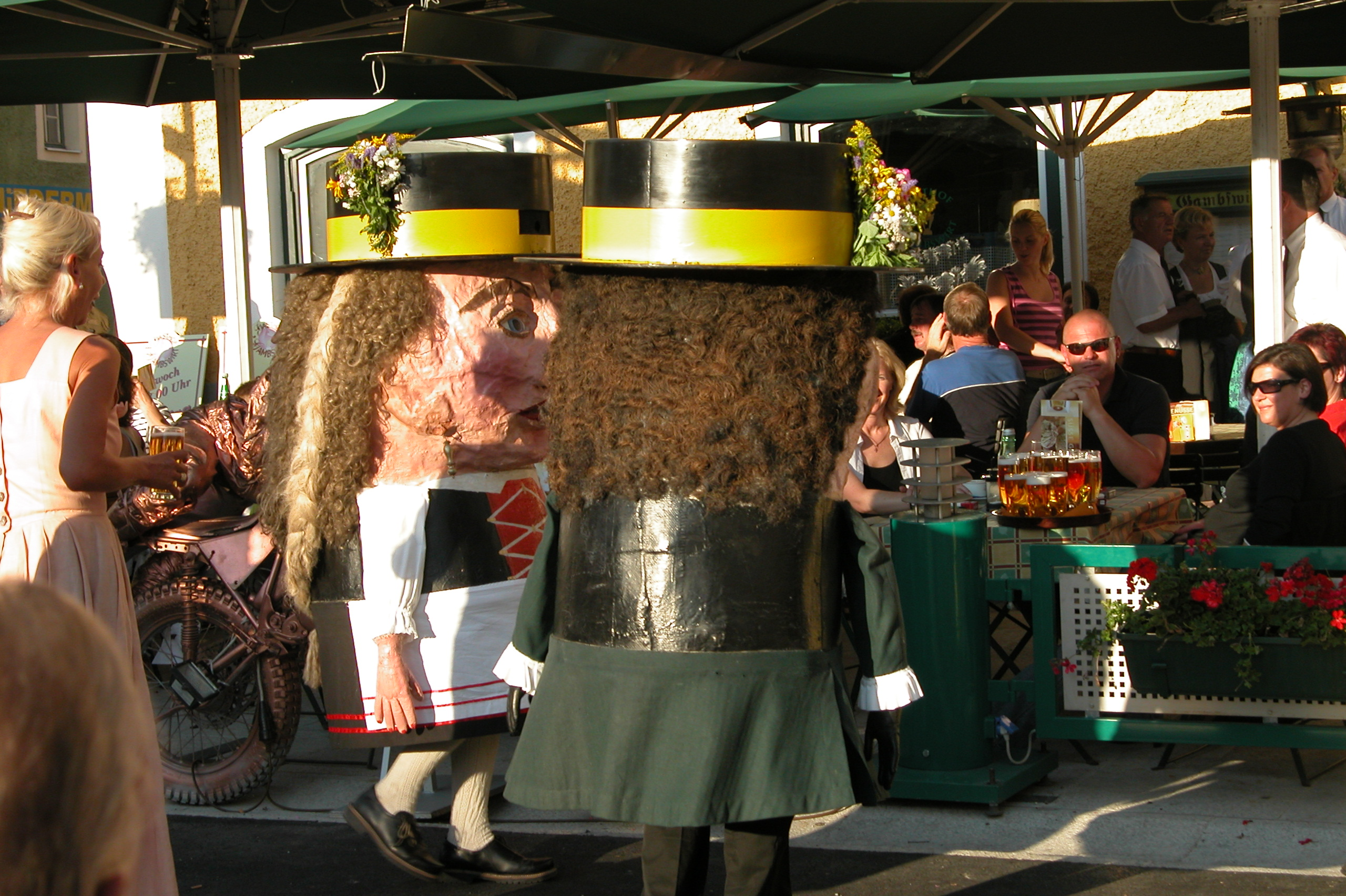
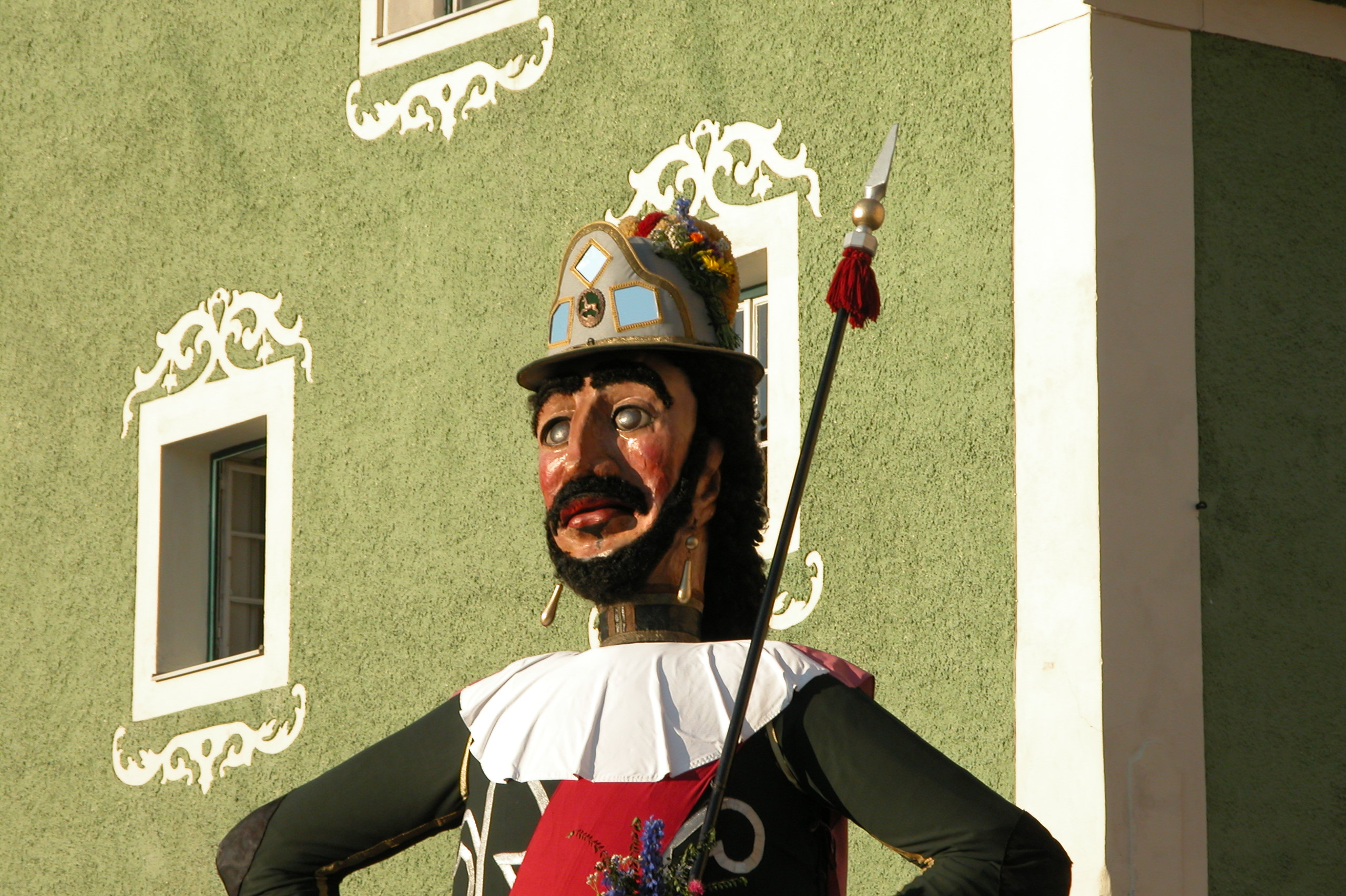
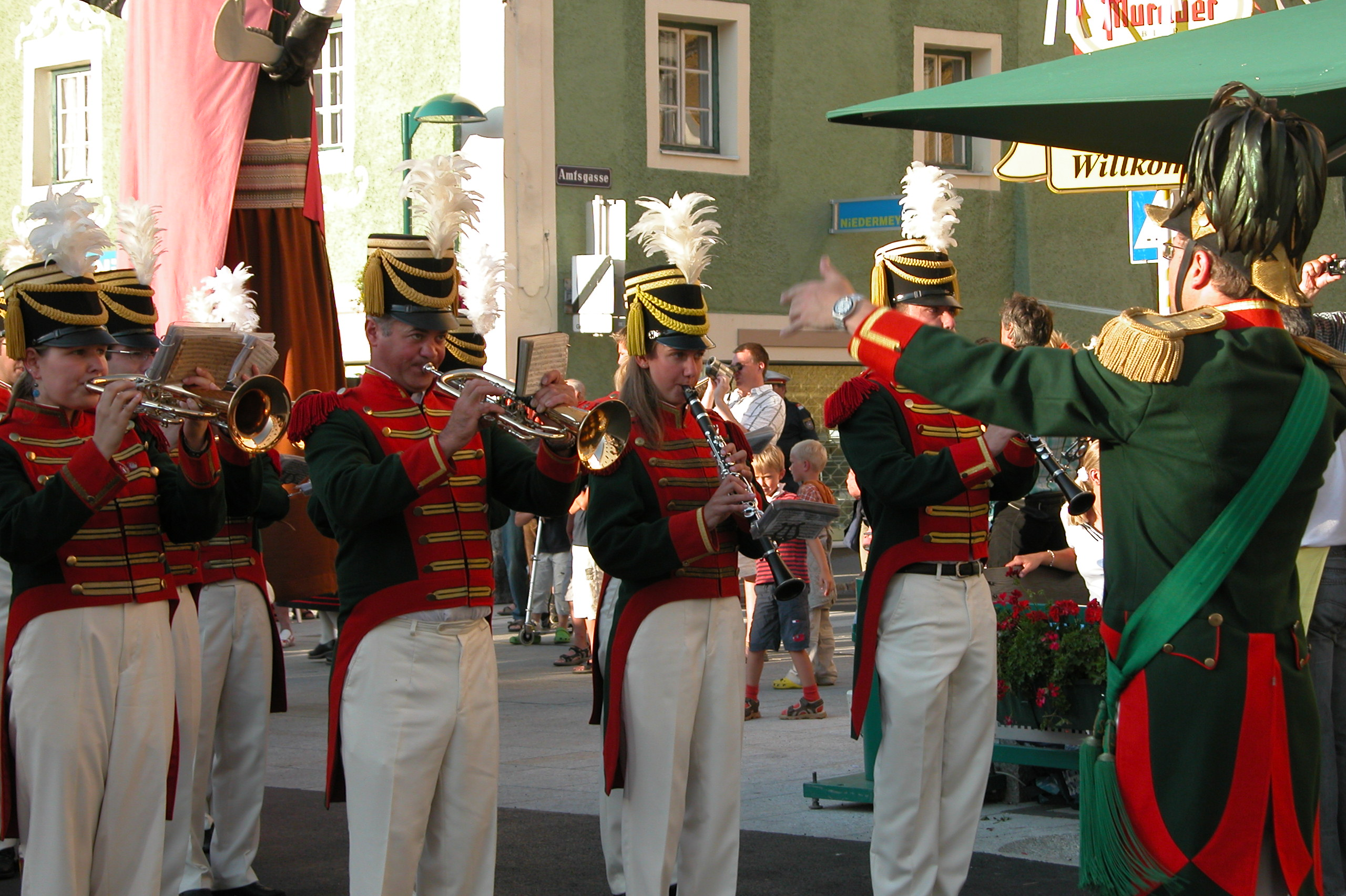
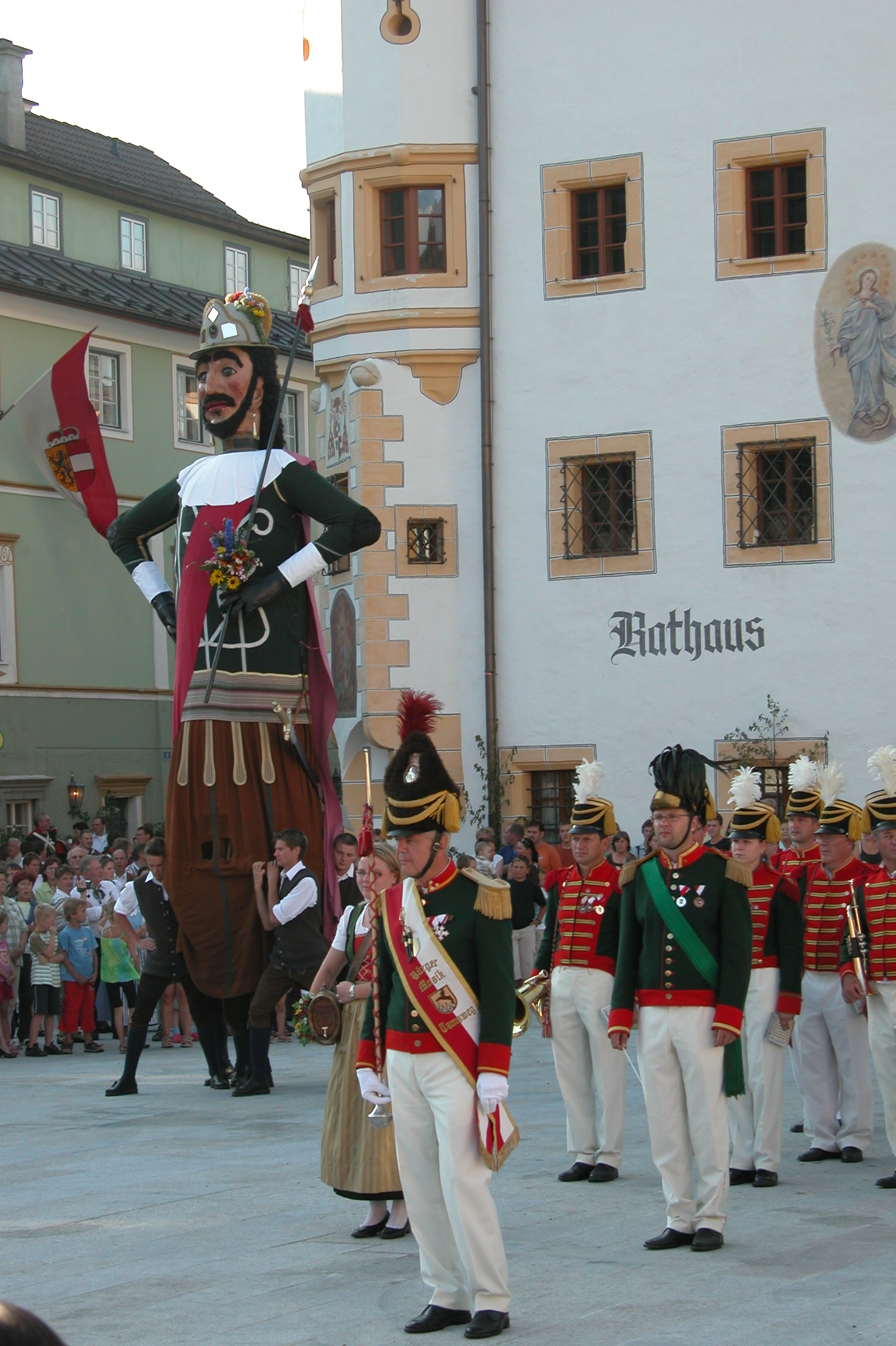